# Amphiprion ocellaris
Peștele clovn (Amphiprion Ocellaris) este un pește de acvariu popular. Este foarte apropiat de A. percula, și de regulă trăiește asociat cu anemona Heteractis magnifica, folosind-o pe post de adăpost și protecție.
În general, Ocellaris sunt mai rezistenți și mai puțin agresivi decât Percula. Ambele specii se găsesc în recifurile din Indo-Pacific, mai ales în zonele Fiji si Tonga.